# Архипов, Николай Васильевич (государственный деятель)
Никола́й Васи́льевич Архи́пов (9 мая 1894 года, село Ругозеро Повенецкого уезда Олонецкой губернии — 14 января 1938 года, Петрозаводск, Карельская АССР) — советский государственный и партийный деятель, Председатель Карельского ЦИКа (1935—1936), Председатель Президиума Верховного Совета Карельской АССР (1936—1937).

## Биография
Родился в крестьянской семье, карел. Получил начальное образование. Трудовую деятельность в качестве сапожника начал в двенадцатилетнем возрасте. В 1909—1912 годах находился под надзором полиции за связи с ссыльными революционерами, размещёнными в то время в Ругозере.
В 1916 году призван в армию. Служил рядовым лейб-гвардейского егерского батальона в Петрограде, участник Февральской революции 1917 года.
Во время Октябрьской революции участвовал в штурме Зимнего дворца.
В феврале 1918 года принимал активное участие в установлении советской власти в родном селе.
После захвата Ругозера белофинскими войсками воевал в партизанском отряде, был тяжело ранен.
После лечения, в 1920 году, окончил Петроградские курсы политработников и был направлен в г. Кемь, где работал председателем уездного исполнительного комитета. В ноябре 1920 года Кемской городской парторганизацией был принят в члены РКП(б).
В 1922 году избран заместителем председателя Карельского областного исполнительного комитета.
В 1922—1924 годах — нарком внутренних дел Автономной Карельской ССР. Избирался делегатом XI Всероссийского и II Всесоюзного съезда Советов (январь-февраль 1924 года).
В 1924—1929 годах — нарком земледелия — заместитель председателя Совета Народных комиссаров Автономной Карельской ССР.
В 1929—1931 годах — председатель правления треста «Кареллес».
В 1931 году назначен постоянным представителем АКССР при ВЦИК РСФСР, член ЦИК СССР.
В 1935 году избран председателем ЦИК АКССР.
С именем Н. В. Архипова связано принятие решений о создании нормативной грамматики, словаря и букваря карельского языка. Николай Васильевич лично перевёл на карельский язык текст Конституции Карельской АССР.
Избирался делегатом XI, XVI, XVII чрезвычайного Всероссийских, II, VII и VIII чрезвычайного съездов Советов.
В октябре 1937 года арестован по «делу Э. А. Гюллинга», расстрелян 14 января 1938 года в Петрозаводске.
Реабилитирован в 1956 году.

## Память
Именем Н. В. Архипова в марте 1982 года названа улица в Петрозаводске.